# Aeroportul Rurrenabaque
Aeroportul Rurrenabaque (IATA: RBQ, ICAO: SLRQ) este un aeroport din Beni, Bolivia ce deservește zona Rurrenabaque⁠(d). A fost numit după zona deservită.
Situat la o altitudine de 274 m, aeroportul dispune de o singură pistă.